# Velika nagrada Neaplja 1934
Velika nagrada Neaplja 1934 je bila neprvenstvena dirka za Veliko nagrado v sezoni 1934. Odvijala se je 21. oktobra 1934 v Posillipu, Neapelj. 

## Poročilo

### Pred dirko
Zadnja evropska dirka je potekala v dveh preddirkah dolgih po petindvaset krogov in finalu dolgem petdeset krogov. 

### Dirka
Podobno kot na zadnji dirki za Veliko nagrado Modene, se je za zmago boril Tazio Nuvolari z dirkači Scuderie Ferrari, toda tokrat na dirko ni bilo Achilla Varzija. Nuvolari je dosegel drugo zaporedno zmago, Antonio Brivio je v svoji prvi dirki za Ferrari osvojil drugo mesto, tretje njegov nov moštveni kolega Mario Tadini, četrto Giuseppe Farina, peto pa tretji in zadnji Ferrarijev dirkač, Gianfranco Comotti. 

## Rezultati

### Prva pred-dirka
Odebeljeni dirkači so se uvrstili v finale.
| Poz | Št | Dirkač             | Moštvo                      | Dirkalnik        | Krogi | Čas/Odstop        | Št. m. |
| --- | -- | ------------------ | --------------------------- | ---------------- | ----- | ----------------- | ------ |
| 1   | 4  | Mario Tadini       | Scuderia Ferrari            | Alfa Romeo P3    | 25    | 50:54,0           | 2      |
| 2   | 18 | Antonio Brivio     | Scuderia Ferrari            | Alfa Romeo P3    | 25    | + 0,2 s           | 8      |
| 3   | 10 | Giovanni Minozzi   | Scuderia Siena              | Maserati 8CM     | 25    | + 43,0 s          | 4      |
| 4   | 2  | Gennaro Auricchio  | Privatnik                   | Alfa Romeo Monza | 24    | +1 krog           | 1      |
| 5   | 14 | Giovanni Rocco     | Privatnik                   | Maserati 26      | 24    | +1 krog           | 6      |
| 6   | 6  | Gino Cornaggia     | Privatnik                   | Alfa Romeo Monza | 24    | +1 krog           | 3      |
| Ods | 12 | Roberto Malaguti   | Privatnik                   | Maserati 26      | 18    | Zavorni disk      | 5      |
| Ods | 16 | Carlo Pellegrini   | Privatnik                   | Alfa Romeo Monza |       | Črpalka za gorivo | 7      |
| DNS | 8  | Letterio Cucinotta | Gruppo Genovese San Giorgio | Maserati 8CM     |       |                   |        |
| DNA | 10 | Amato              | Privatnik                   | Bugatti          |       |                   |        |

### Druga pred-dirka
Odebeljeni dirkači so se uvrstili v finale.
| Poz | Št | Dirkač             | Moštvo                      | Dirkalnik        | Krogi | Čas/Odstop | Št. m. |
| --- | -- | ------------------ | --------------------------- | ---------------- | ----- | ---------- | ------ |
| 1   | 22 | Tazio Nuvolari     | Privatnik                   | Maserati 6C-34   | 25    | 50:03,2    | 1      |
| 2   | 26 | Gianfranco Comotti | Scuderia Ferrari            | Alfa Romeo P3    | 25    | + 16,8 s   | 3      |
| 3   | 38 | Luigi Soffietti    | Scuderia Siena              | Maserati 8CM     | 25    | + 1:06,6   | 8      |
| 4   | 28 | Giuseppe Farina    | Scuderia Subalpina          | Maserati 4CM     | 25    | + 1:37,0   | 4      |
| 5   | 24 | Clemente Biondetti | Gruppo Genovese San Giorgio | Maserati 26M     | 25    | + 2:49,4   | 2      |
| 6   | 23 | Guido Premoli      | Privatnik                   | Alfa Romeo Monza | 24    | +1 krog    | 5      |
| 7   | 32 | Luigi Pages        | Privatnik                   | Alfa Romeo Monza | 23    | +2 kroga   | 6      |
| Ods | 34 | Renato Danese      | Privatnik                   | Alfa Romeo Monza | 6     | Trčenje    | 7      |
| DNS | 36 | Vincenzo Russo     | Privatnik                   | Fiat             |       |            |        |

### Niso štartali (DNS) ali se udeležili dirke (DNA)
Navedeni so posebej, ker ni znano, v kateri od preddirk bi naj nastopili.
| Št | Dirkač         | Moštvo    | Dirkalnik |
| -- | -------------- | --------- | --------- |
| 20 | Amato          | Privatnik | Bugatti   |
| 36 | Vincenzo Russo | Privatnik | Fiat      |

### Finale
| Poz | Št | Dirkač             | Moštvo                      | Dirkalnik        | Krogi | Čas/Odstop | Št. m. |
| --- | -- | ------------------ | --------------------------- | ---------------- | ----- | ---------- | ------ |
| 1   | 22 | Tazio Nuvolari     | Privatnik                   | Maserati 6C-34   | 50    | 2:10:23,4  | 10     |
| 2   | 18 | Antonio Brivio     | Scuderia Ferrari            | Alfa Romeo P3    | 50    | + 8,8 s    | 11     |
| 3   | 4  | Mario Tadini       | Scuderia Ferrari            | Alfa Romeo P3    | 50    | + 2:36,0   | 5      |
| 4   | 28 | Giuseppe Farina    | Scuderia Subalpina          | Maserati 4CM     | 49    | +1 krog    | 8      |
| 5   | 26 | Gianfranco Comotti | Scuderia Ferrari            | Alfa Romeo P3    | 49    | +1 krog    | 4      |
| 6   | 38 | Luigi Soffietti    | Scuderia Siena              | Maserati 8CM     | 47    | +3 krogi   | 2      |
| 7   | 10 | Giovanni Minozzi   | Scuderia Siena              | Maserati 8CM     | 47    | +3 krogi   | 6      |
| 8   | 23 | Guido Premoli      | Privatnik                   | Alfa Romeo Monza | 46    | +4 krogi   | 7      |
| 9   | 6  | Gino Cornaggia     | Privatnik                   | Alfa Romeo Monza | 46    | +4 krogi   | 9      |
| Ods | 24 | Letterio Cucinotta | Gruppo Genovese San Giorgio | Maserati 8CM     |       |            | ?      |
| Ods | 14 | Giovanni Rocco     | Privatnik                   | Maserati 26      |       | Zavore     | 3      |
| Ods | 2  | Gennaro Auricchio  | Privatnik                   | Alfa Romeo Monza |       | Trčenje    | 1      |